# Zouafques
Zouafques (niederländisch Zwaveke, picardisch Zuave) ist eine französische Gemeinde mit 590 Einwohnern (Stand 1. Januar 2022) im Département Pas-de-Calais in der Region Hauts-de-France. Sie gehört zum Arrondissement Saint-Omer und zum Gemeindeverband Pays de Saint-Omer.

## Geografie

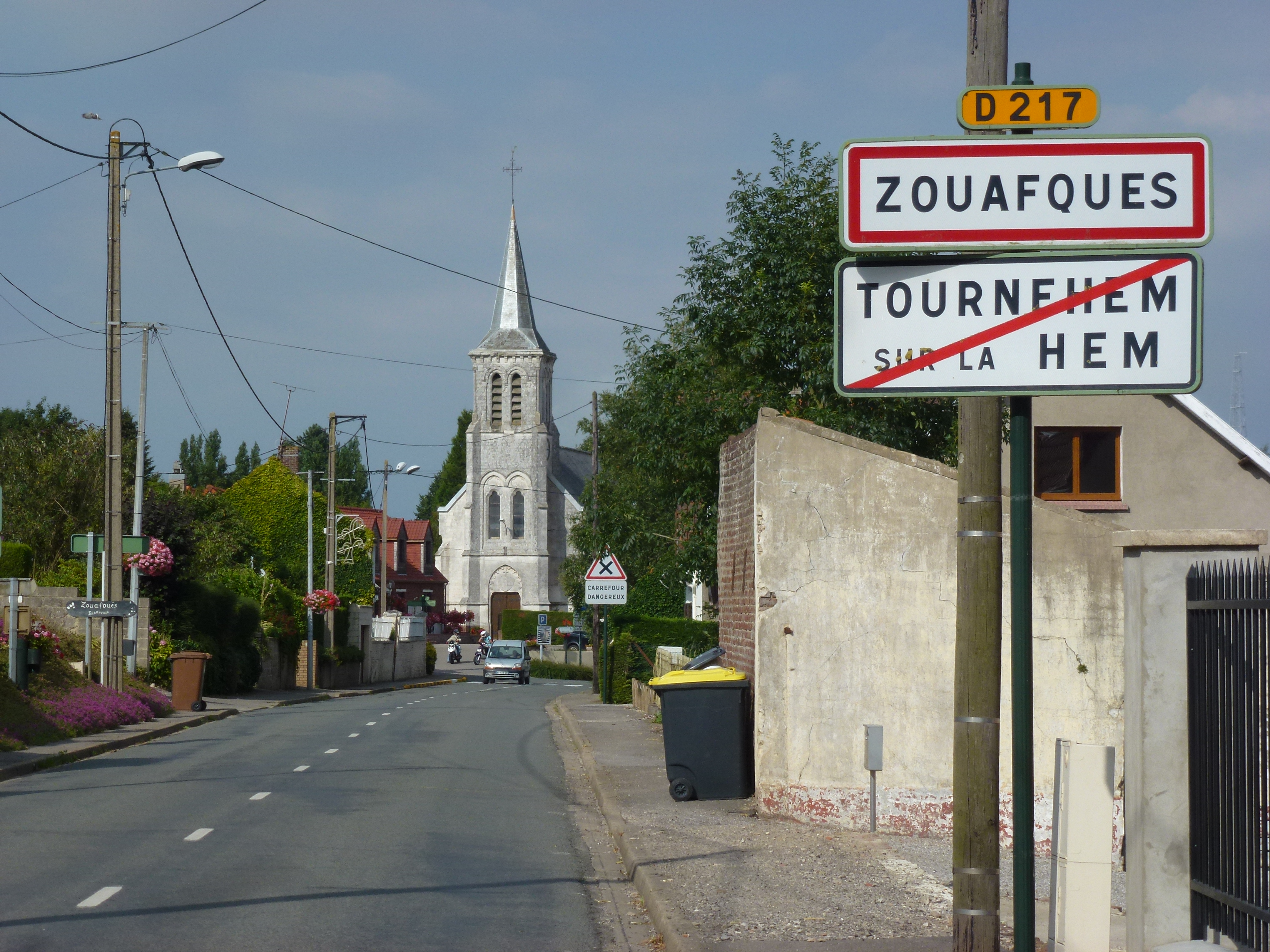
Trennung der beiden zusammengewachsenen Gemeinden Zouafques und Tournehem-sur-la-Hem

Zouafques liegt zwischen Calais und Saint-Omer, etwa 20 Kilometer südöstlich der Ärmelkanalküste.
Die angrenzenden Gemeinden sind Zutkerque im Nordwesten und Norden, Recques-sur-Hem im Nordosten, Nordausques im Osten sowie Tournehem-sur-la-Hem im Süden.
Durch das nur 393 Hektar umfassende Gemeindegebiet im Regionalen Naturpark Caps et Marais d’Opale fließt die Hem. Das überwiegend flache Gemeindeareal liegt nur wenige Meter über dem Meeresspiegel. Eine Ausnahme bildet eine bewaldete Hügelkette (Bois du Parc), die aus Südwesten kommend bis fast an die Kirche heranreicht. Hier liegt mit 72 m der höchste Punkt der Gemeinde.

## Bevölkerungsentwicklung
| Jahr      | 1962 | 1968 | 1975 | 1982 | 1990 | 1999 | 2006 | 2013 | 2022 |
| Einwohner | 348  | 364  | 357  | 351  | 363  | 415  | 510  | 627  | 590  |

Im Gründungsjahr 1793 wurde mit 329 Bewohnern die bisher geringste Einwohnerzahl ermittelt. Die Zahlen basieren auf den Daten von cassini.ehess und INSEE.

## Sehenswürdigkeiten
- Kirche St. Martin mit einer St.-Rochus-Statue und alten Prozessionsbannern
- Gefallenen-Denkmal der beiden Weltkriege
- zwei alte Mühlen, eine ehemalige Brauerei und eine ehemalige Chicorée-Trocknungsanlage
- Taubenturm im Weiler Wolphus

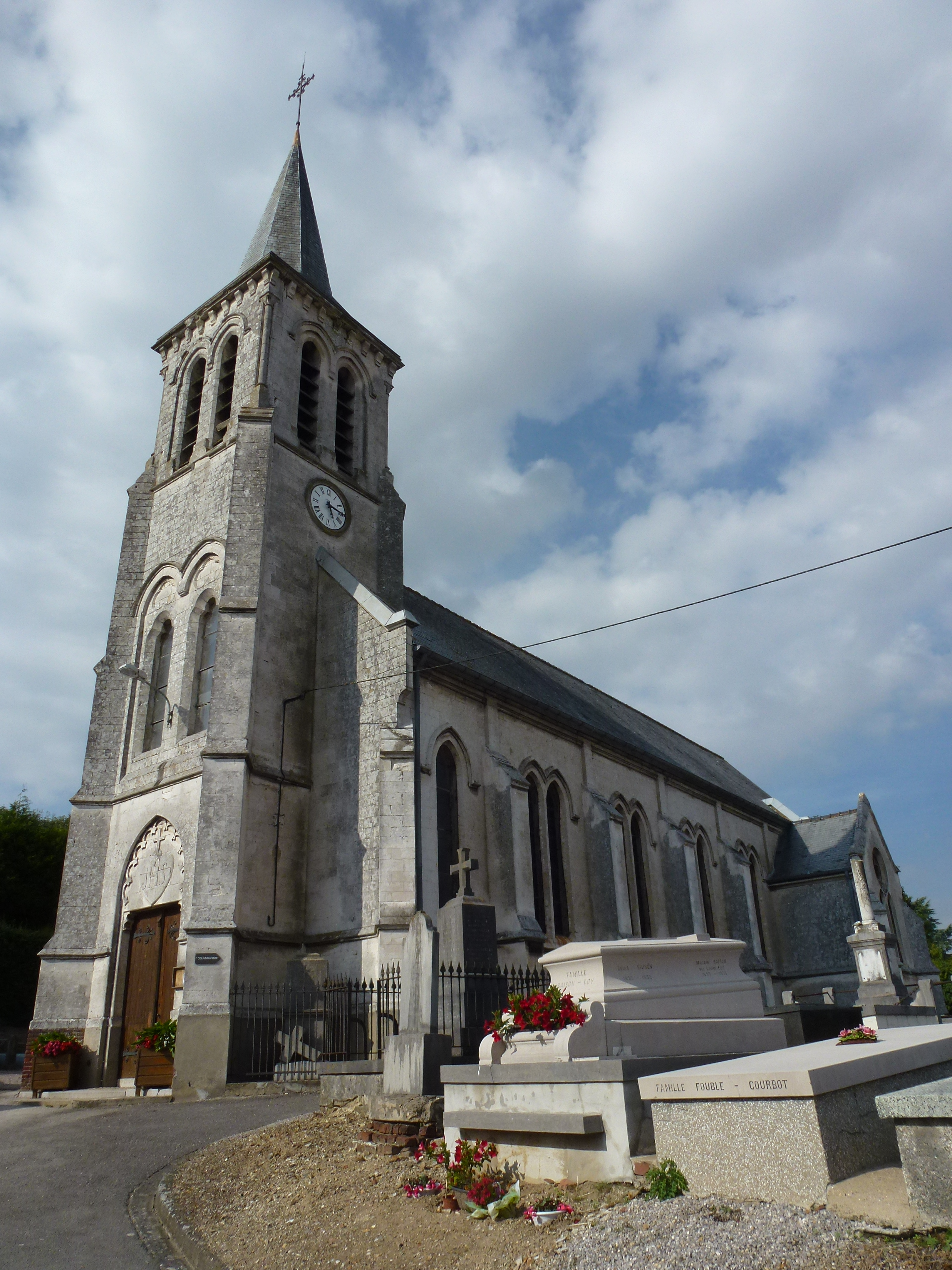
Kirche St. Martin
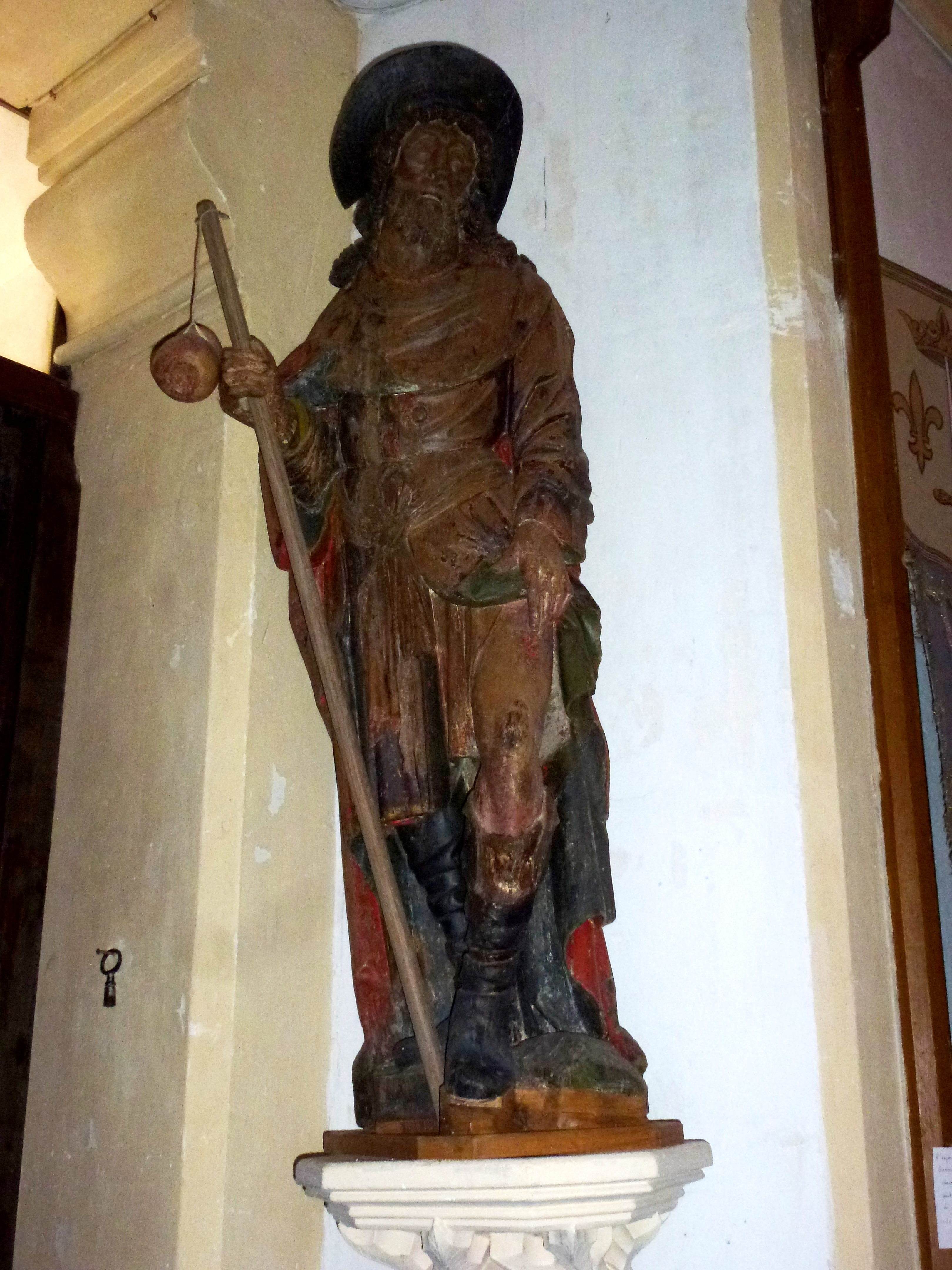
St.-Rochus-Statue in der Kirche
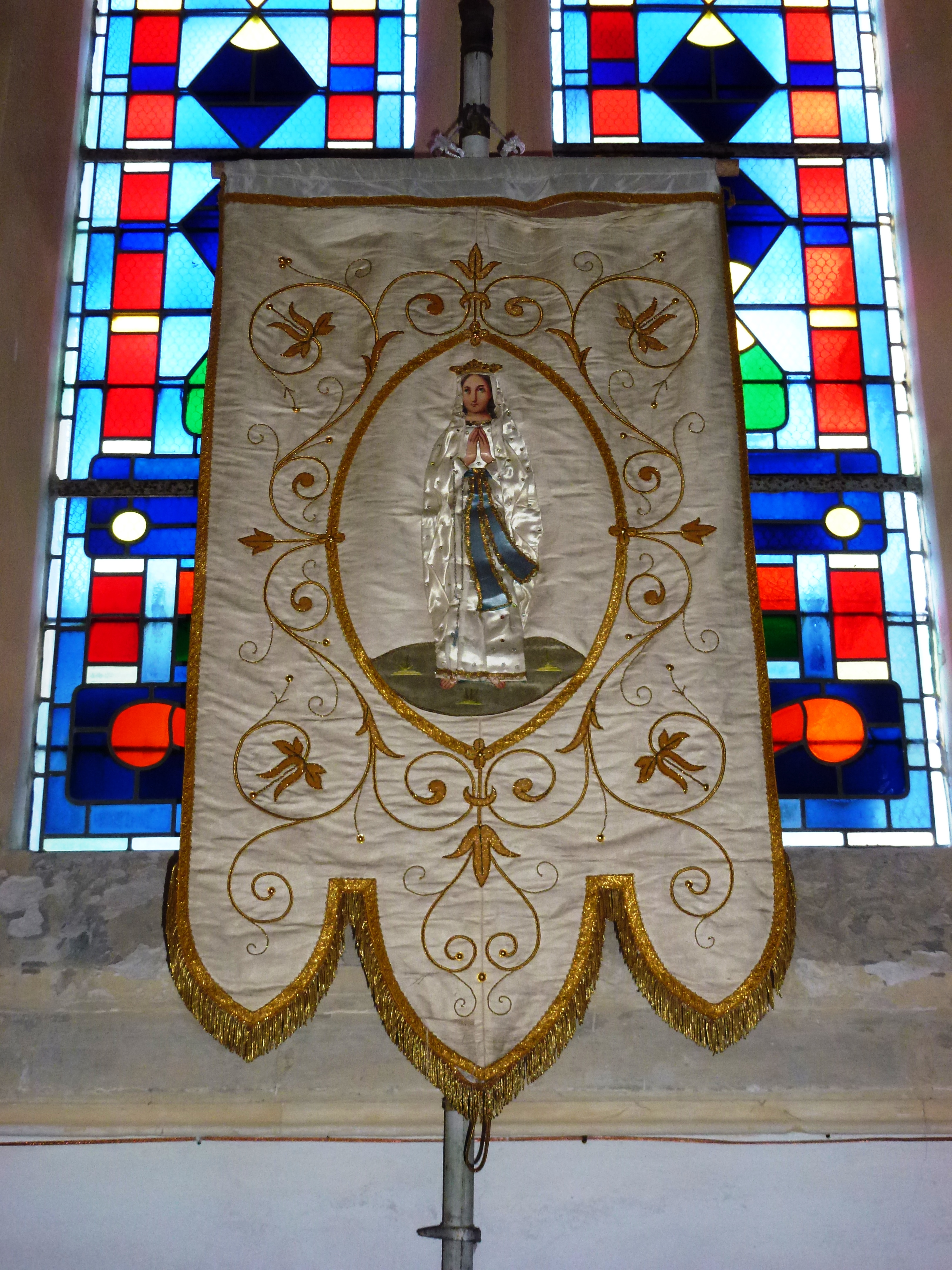
Altes Prozessionsbanner in der Kirche
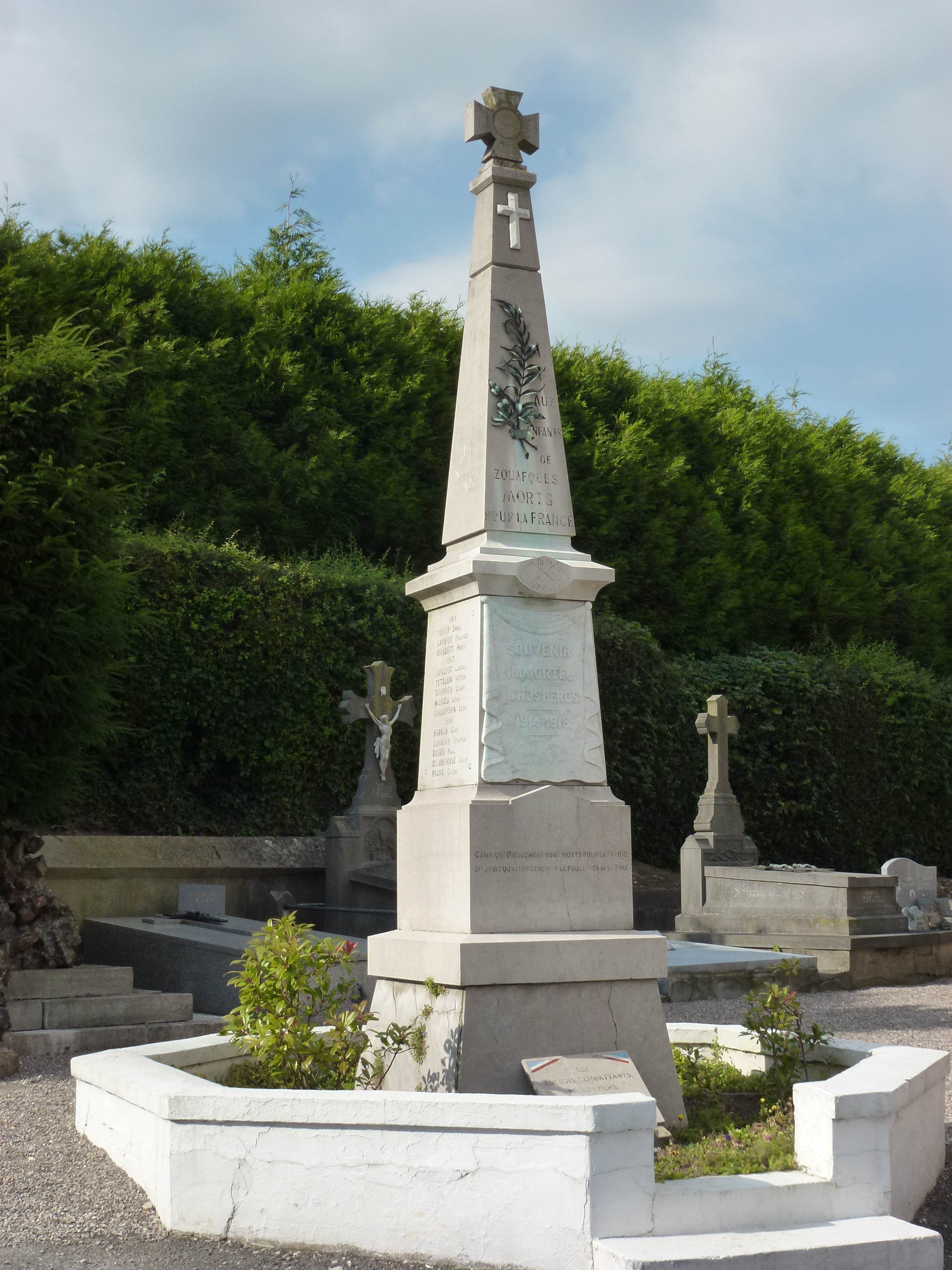
Gefallenendenkmal
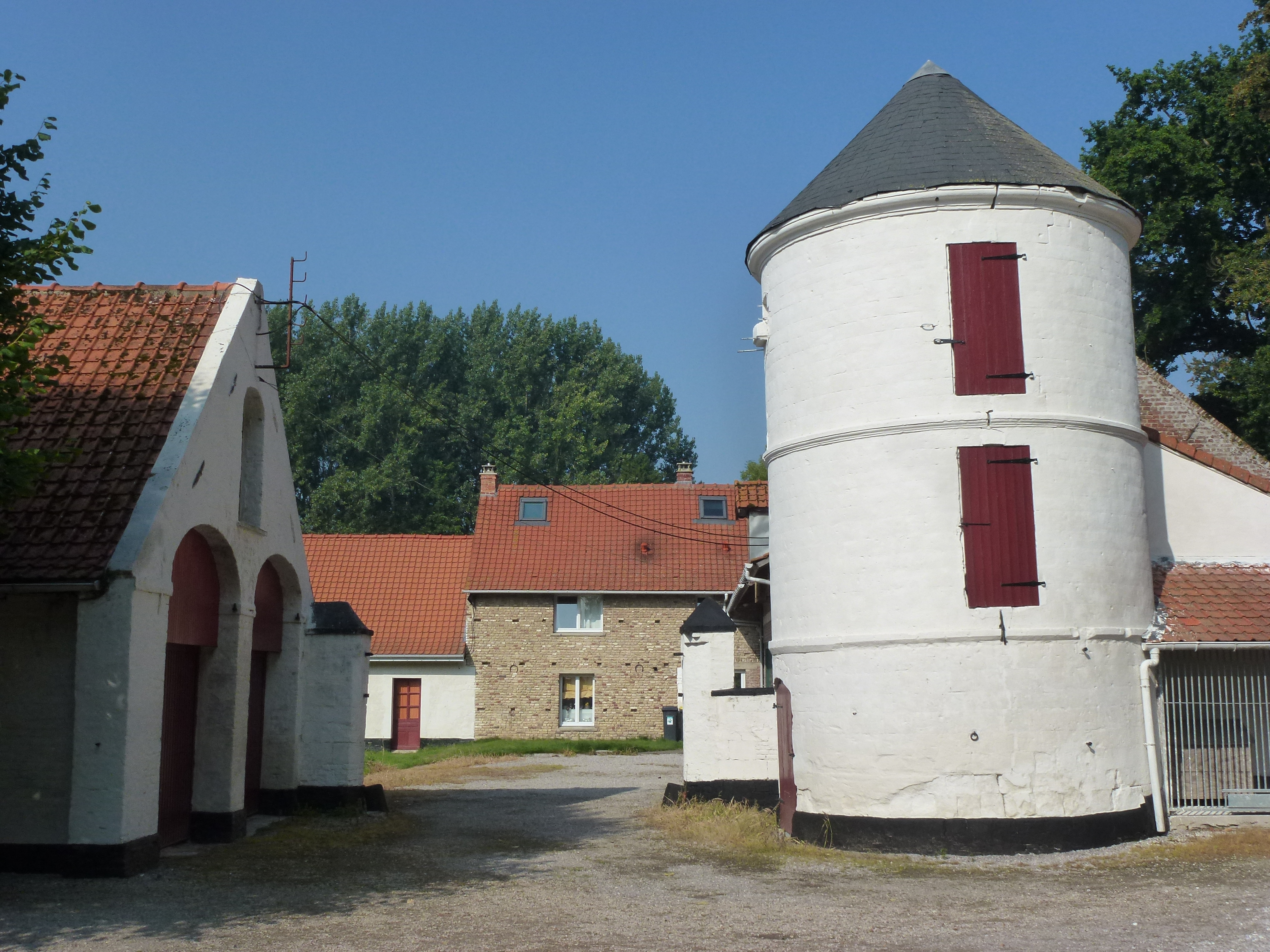
Taubenturm in Wolphus

## Wirtschaft und Infrastruktur
In der Gemeinde Zouafques sind sieben Landwirtschaftsbetriebe ansässig (Getreideanbau, Viehzucht, Milchviehhaltung).
In der Gemeinde Zouafques wird die Autoroute A26 (Calais – Reims) von der Fernstraße D 943 (Calais – Saint-Omer) gekreuzt. Beide Trassen werden in Zouafques von der Bahnstrecke LGV Nord (Paris – Eurotunnel) unterquert. Der nächste Bahnhof befindet sich in der sieben Kilometer entfernten Kleinstadt Audruicq an der Bahnlinie von Lille nach Calais (Ligne de Lille aux Fontinettes).

## Belege
1. ↑  Zouafques auf cassini.ehess
2. ↑  Zouafques auf INSEE
3. ↑  Landwirtschaftsbetriebe auf annuaire-mairie.fr (französisch)